# Anselm de Canterbury
Anselm de Canterbury (1033 o 1034 - 21 d'abril, 1109), també conegut com a Sant Anselm, Anselm d'Aosta o Anselm de Bec, va ser un monjo benedictí, filòsof i teòleg que ocupà l'arquebisbat de Canterbury entre 1093 i 1109. És considerat el fundador de l'escolàstica. És famós per ser l'inventor de l'argument ontològic a favor de l'existència de Déu. La idea fonamental de la seva tesi era que la noció de perfecció pressuposa l'existència d'un ésser perfecte, Déu.

## Biografia

### Primers anys
Anselm va néixer a la ciutat d'Aosta, a la Borgonya (actualment la capital de regió de la Vall d'Aosta al nord d'Itàlia). Es creu que provenia d'una important família noble. Gundulph, el seu pare, era llombard, i sembla que era un home molt dur i violent. La seva mare, Ermenberga, era una dona prudent i virtuosa, que procurà una formació religiosa per al seu fill.
Quan tenia quinze anys desitjà entrar a un monestir, però no aconseguí el consentiment del seu pare. Durant aquest període la seva mare morí, i la severitat del seu pare se li feu insuportable. El 1059 marxà de casa tot creuant els Alps per vagar a través de la Borgonya i França. Atret per la fama de Lanfranc de Pavia, prior de Bec, Anselm anà a Normandia. L'any següent, després de passar un temps a Avranches, ingressà a l'abadia de Bec com a novici amb vint-i-set anys.

### Els seus anys a Bec
Tres anys més tard, el 1063, quan Lanfranc esdevingué l'abat de Caen, Anselm fou elegit prior de Bec. Conservà aquest càrrec durant quinze anys, fins al 1078, quan, a causa de la mort del monjo guerrer Herluin, fundador i primer abat de Bec, Anselm fou elegit abat. Sota la seva jurisdicció, Bec es convertí en el primer centre d'ensenyament d'Europa tot i que Anselm no estigué interessat a atreure estudiants estrangers. Va ser durant aquests anys a Bec que Anselm va escriure les seves primeres obres filosòfiques; el Monologion i el Proslogion. Més tard va escriure els Diàlegs sobre la Veritat, Arbitri, i la Caiguda del Diable.
Mentrestant, el monestir havia crescut en riquesa i reputació, i havia adquirit propietats considerables a Anglaterra. Es convertí, doncs, en obligació d'Anselm visitar ocasionalment aquestes propietats. La seva rectitud li donà reputació a Anglaterra i fou així com el seu nom començà a sonar com a successor natural de Lanfranc, ara cap de l'arquebisbat de Canterbury, el més important de la Gran Bretanya. Però després de la mort de Lanfranc el 1089, el rei Guillem II expropià les possessions i ingressos de la seu episcopal i no va nomenar cap substitut.
Aproximadament quatre anys més tard, el 1092, per la invitació d'Hug, comte de Chester, Anselm creuava a Anglaterra, on va ser retingut al servei del comte. En l'any següent el rei Guillem II queia malalt, i temia que la seva mort era a tocar. Preocupat per fer-se disculpar pel que havia fet a l'arquebisbat de Canterbury, va autoritzar el nomenament d'un nou arquebisbe, càrrec per al qual va ser elegit Anselm per aclamació. Després de dispensar les obligacions de Normandia, Anselm es consagrava com a arquebisbe de Canterbury l'any 1093.

### Arquebisbe de Canterbury

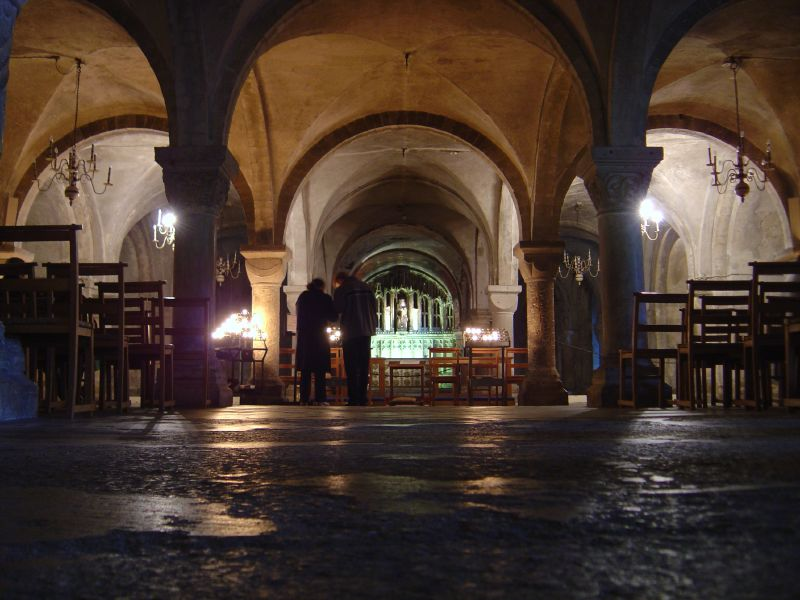
Cripta romànica de la Catedral de Canterbury, manada construir per Sant Anselm i on potser va ser enterrat

Com a conseller espiritual del rei, Anselm demanà a Guillem II reconèixer Urbà II com a Papa en oposició a l'Antipapa Clement III. Amb tot, només obtingué un reconeixement parcial. Aquest fet provocà una greu divisió entre Anselm i el rei Guillem II, però finalment l'assumpte se solucionà aparentment quan Guillem envià ambaixadors a Roma per a reconèixer el Papa de Roma.
Poc després les diferències entre Anselm i el rei sorgien de nou, i Anselm decidí viatjar a Roma i buscar el consell del seu pare espiritual. Amb gran dificultat obtingué el permís del rei i a l'octubre de 1097 marxà a Roma. Immediatament després, Guillem II agafà els ingressos de l'arquebisbat de Canterbury i els retingué fins a la seva mort. Després de col·laborar amb el Papa Urbà II en la lluita contra l'Església Ortodoxa al sud de la península italiana, marxà de Roma i passà un temps a la població de Schiavi, on acabà el seu tractat sobre la disculpa, Cur Deus homo, llavors es retirà a Lió. Quan intentà retornar a Anglaterra, Guillem no li ho va permetre.

### Conflictes amb Enric I
Guillem II morí l'any 1100 i el seu successor, Enric I, convidà Anselm a tornar a Anglaterra. Tanmateix, Enric exigí que Anselm rebés de la seva mà la investidura com a arquebisbe. La regla papal en aquesta qüestió era clara: tota investidura laica estava estrictament prohibida. Anselm transmeté això al rei; però Enric no renuncià a un privilegi que posseïa pels seus predecessors, i proposà que la qüestió s'hauria de posar davant de la Santa Seu. Amb tot, la resposta del Papa reafirmà aquesta regla. Una segona ambaixada s'envià, però amb un resultat similar. No obstant això, Enric I romangué ferm, i per fi, l'any 1103, Anselm i un enviat del rei marxaren a Roma. El Papa Pasqual II reafirmà la regla d'investidura, excomunicà a qui la incomplí excepte al rei Enric I d'Anglaterra.
Anselm, que havia rebut un missatge on se li prohibia el retorn a Anglaterra llevat que acceptés els termes del rei, es retirà a Lió on esperava veure's amb el Papa Pasqual per prendre mesures més dures sobre l'afer d'Enric. Per fi, el 1105, es resolgué amb l'excomunicació d'Enric I d'Anglaterra. La intenció papal fou coneguda pel rei a través de la seva germana. Molt alarmat, Enric organitzà una reunió per reconciliar-se amb Anselm i l'Església. El 1106 Anselm tornà a Anglaterra, amb el poder papal de llevar la sentència d'excomunicació. El 1107 es resolgué la llarga disputa sobre la investidura, ja que el rei renuncià formalment als seus drets sobre aquesta matèria. Anselm tornà a ocupar-se de l'arquebisbat de Canterbury fins que morí el dia 21 d'abril de 1109. Fou canonitzat el 1494 pel Papa Alexandre VI. Anselm és considerat un dels pares de l'Església catòlica.

## Doctrina filosòfica

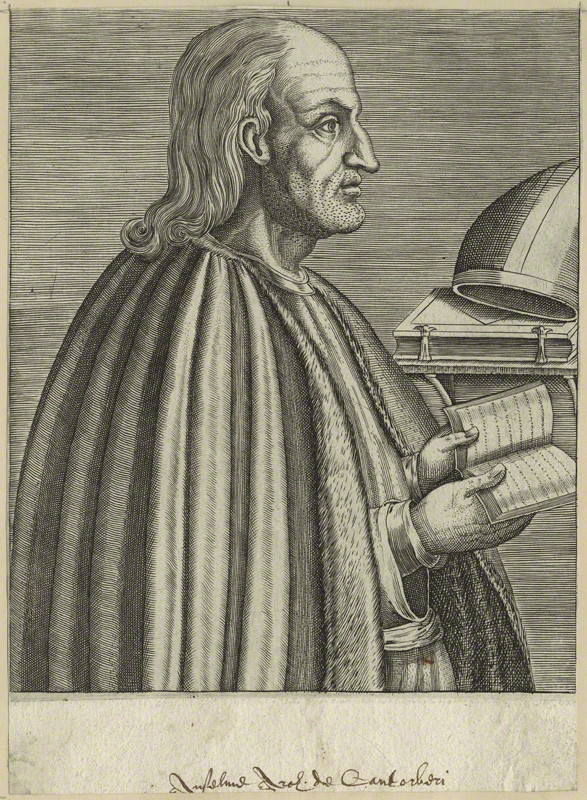
Gravat del començament del amb un retrat fictici d'Anselm de Canterbury

### Problema dels universals
El problema dels universals com a problema característic del pensament medieval s'inicia amb les reflexions oposades de Sant Anselm i Roscelin de Compiègne. Davant del punt de vista radicalment nominalista de Roscelin, Anselm de Canterbury defensa una opció completament realista: per ell, els universals són reals, i no tan sols noms.

### Fe i Raó
Anselm de Canterbury es posiciona clarament com a partidari de creure per entendre (credo ut intelligam), expressió que recull d'un salm de la Bíblia: "no vull entendre per creure, sinó creure per entendre". Segons Sant Anselm, el cristià ha d'anar de la fe a l'intel·lecte, i no a l'inrevés. Si no pot entendre, no per això ha de deixar de creure. De fet, afirma que la filosofia no té una esfera de coneixement independent de la fe, sinó que tan sols consisteix a aplicar regles de pensament a les veritats de la fe; la raó no pot fer res per ella mateixa, queda limitada.
D'aquesta manera, s'aparta de les directrius més obertes de Sant Agustí, que acceptava la validesa de les dues vies (Fe i Raó, teologia i filosofia), que s'ajudaven mútuament.

### Teoria de la veritat
La veritat del pensament s'assoleix quan s'arriba a la seva exactitud: consisteix a pensar la realitat tal com és, és a dir, pensar que existeix el que existeix, i que no existeix el que no existeix. Es tracta d'una distinció depurativa, en línia de Parmènides.
En un sentit més general, aquest aspecte del pensament de Sant Anselm està emmarcat en el context de la mentalitat monàstica del segle XI; el més preferible és allunyar-se de la realitat sensible, que pot enterbolir la ment de l'individu. És preferible la dedicació completa, com a monjo, a l'ora et labora. Com a conseqüència, la teologia monàstica es desenvolupa força tancada sobre l'ordre del pensament i de la interioritat (com en Sant Agustí).

### Argument ontològic
En el Proslogion, Anselm de Canterbury fa la presentació del que després Kant anomenaria l'argument ontològic per provar l'existència de Déu. L'argument, que és presentat en forma de pregària, intenta cercar una contradicció per arribar al resultat. Sant Anselm separa l'argument en dos capítols.
- "Que Déu existeix veritablement, encara que l'insensat hagi dit en el seu cor: Déu no existeix".

Resumit, l'argument parteix de la premissa que qualsevol home té en el seu pensament la idea d'un ésser respecte al qual no es pot imaginar res superior. Si aquest ésser existís en realitat, clarament seria superior a l'ésser només imaginat. Per tant, dedueix que existeix un ésser per sobre del qual no es pot imaginar res, ni en el pensament ni en la realitat.
- "Que no es pot pensar que Déu no existeix".

L'argument intenta justificar la necessitat de Déu per un recurs a l'infinit: com que per sobre de cada cosa, se'n pot imaginar una de més perfecta, necessàriament cal imaginar un ésser respecte del qual no se'n pugui concebre res major.
En l'argument també s'utilitza la figura de l'insensat, que afirma que Déu no existeix. Aquesta figura no s'ha d'interpretar com a la figura d'un ateu, que s'oposa a la idea de l'existència de Déu, sinó que Sant Anselm la fa servir com a imatge de l'home que té l'enteniment suficient per a entendre el raonament, però que no se'l creu. Alguns filòsofs hi han trobat també la representació d'un pensador conceptualista o fins i tot nominalista.
L'argument adquiriria una gran rellevància en els segles posteriors, especialment per la interpretació del neotomisme i de Kant. El matemàtic Kurt Gödel va fer una formalització lògica d'aquest argument, conegut com la demostració ontològica de Gödel.